# Sídliště Invalidovna
Experimentální sídliště Invalidovna je sídliště v Praze 8, ve východní části Karlína. Bylo postaveno ve dvou etapách od roku 1958 do 1970 a mělo sloužit k ověření některých nových architektonických a urbanistických prvků a postupů.

## Historie

### Před výstavbou
Prostor východně od historické budovy Invalidovny byl nezastavěný, využívaný jako vojenské cvičiště. Pro nové sídliště byl však zamýšlen již během první republiky. Tramvaje do Karlína vedly již od 19. století a byla zde plánovaná stanice metra B, postavena nakonec roku 1990.
Roku 1957 se tým Pražského projektového ústavu (Jiří Novotný, Stanislav Horák a František Šmolík) zúčastnil soutěže na nový typ experimentálního sídliště v Moskvě. Ačkoliv tým neuspěl, projekt se stal základem pro prostor sídliště Invalidovna. Urbanistická soutěž byla vypsána následující rok. Mezi architekty patřili Josef Polák, Vojtěch Šalda, Jan Zelený, Milan Reichlt nebo František Bäumelt.

### Výstavba
První dokončený dům byl slavnostně otevřen roku 1961. V tomto domě bylo zpřístupněno deset ukázkových bytů, kde pracovníci Ústavu bytové a oděvní kultury chtěli ukázat, jak by mělo vypadat moderní bydlení. Pokoje byly zařízené sektorovým nábytkem s otevřenými policemi, který doplňovala křesla v bruselském stylu a futuristická svítidla. Výstavu navštívilo přes 75 tisíc lidí. Během první etapy v letech 1959–1964 byly postaveny obytné domy.
Během druhé etapy probíhající v letech 1964–1967 byly dostavěny budovy občanské vybavenosti včetně školky s jeslemi (zbořena), okrskového střediska nebo školy. Roku 1966 byla postavena architektonicky zajímavá budova mazutové výtopny. Poslední stavbou byl pak hotel Olympik otevřený v květnu 1971. Byl jednou ze staveb realizovaných v rámci přípravy Prahy na pořadatelství letních olympijských her v roce 1980. Stejně tak mělo sídliště sloužit jako olympijská vesnička, avšak po kandidatuře Moskvy Praha svou kandidaturu stáhla.

### Sídliště
Po sametové revoluci sídliště pozbylo svého významu, komunitní život plánovaný urbanisty postupně utichl. 26. května 1995 došlo k požáru hotelu Olympik, při kterém zahynulo 8 lidí. Sídliště bylo postupně přestavováno. Roku 2018 byla zbourána i „mazutka“.

## Význam

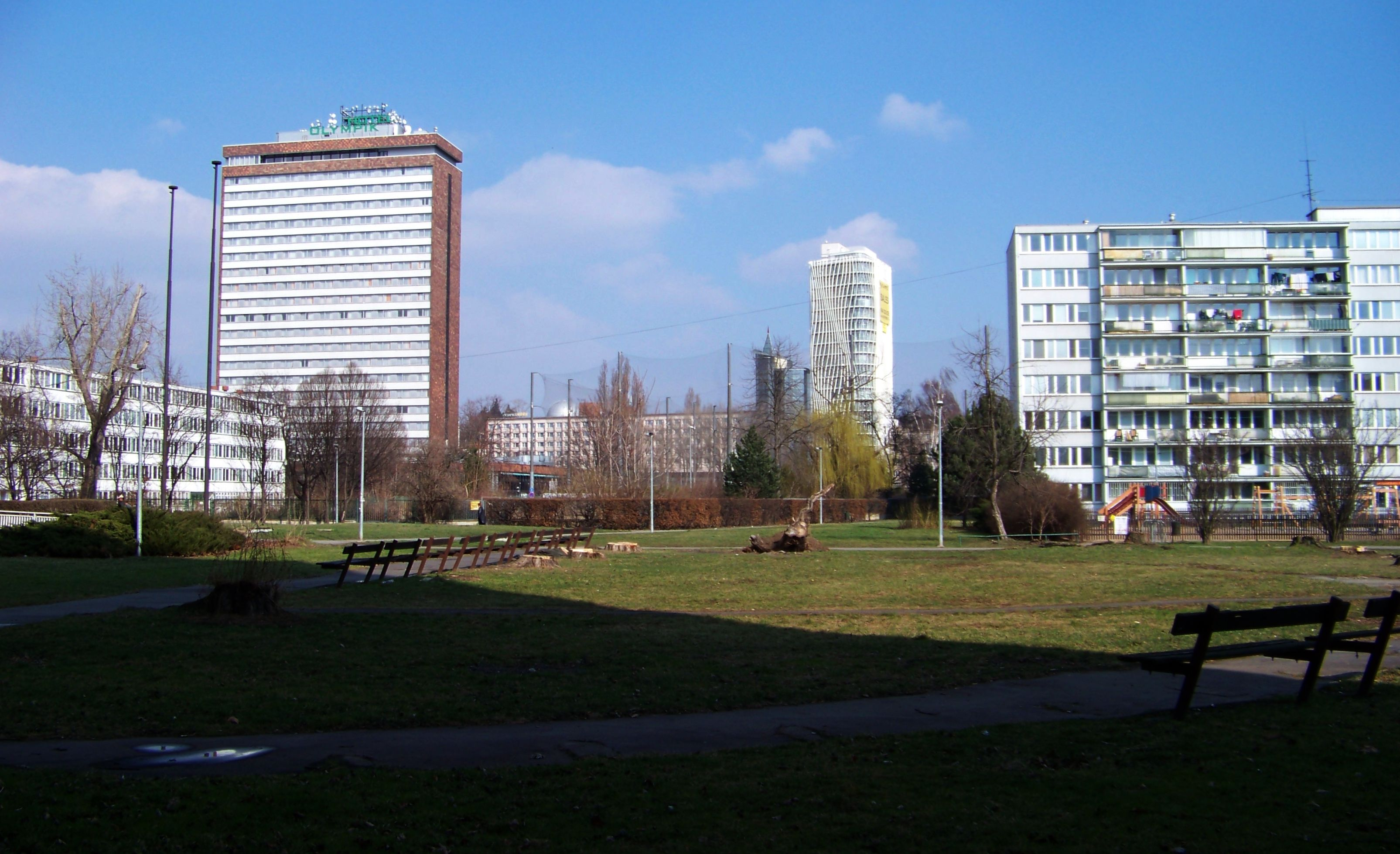
Hotel Olympik (výšková budova vlevo)

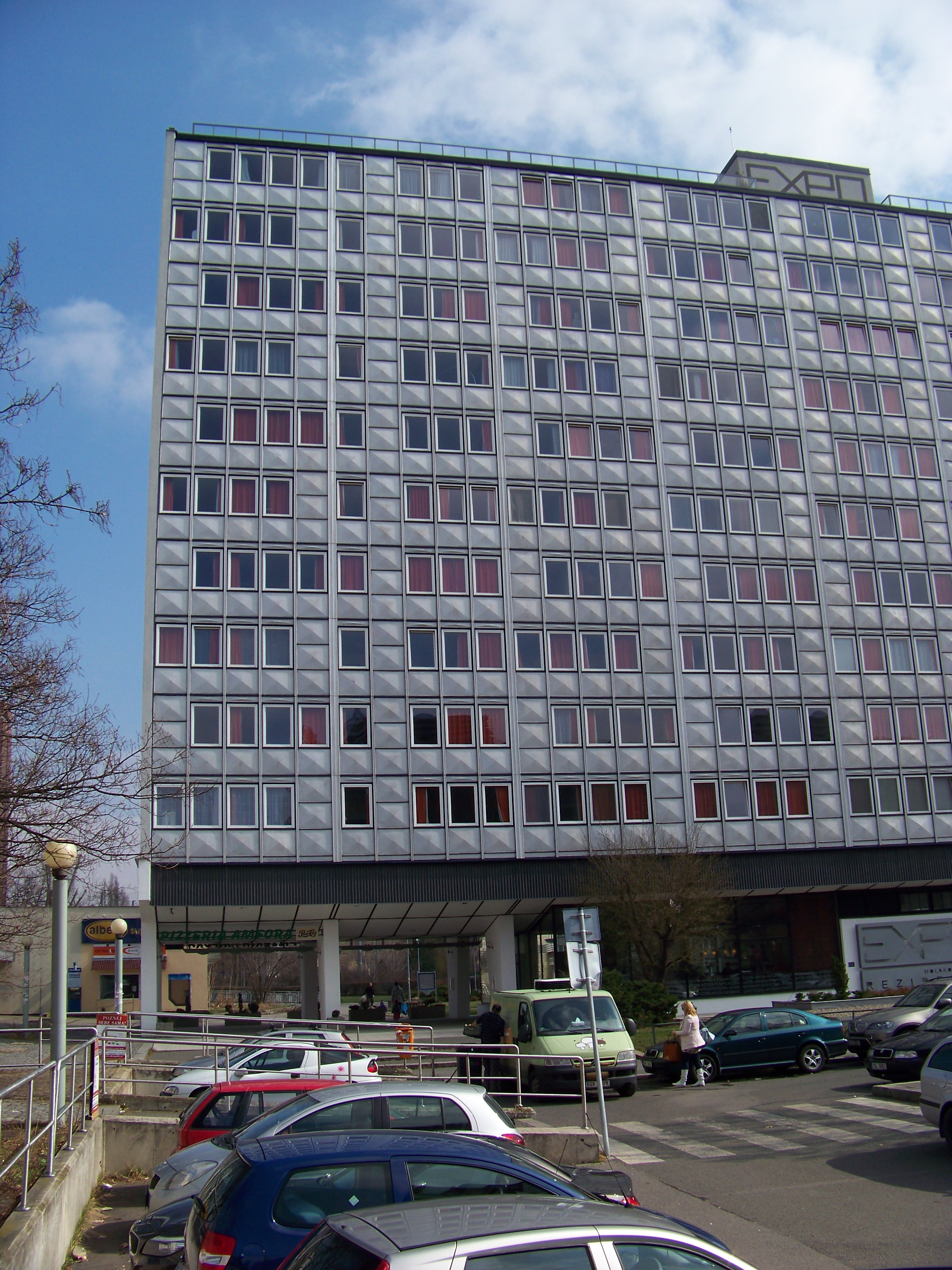
Hotelový dům Molákova, dnes Rezidence Expo

Sídliště sloužilo jako urbanistický experiment. Na sídlišti jsou chodci odděleni od silnice a pěší provoz je veden středem zástavby, kde se nachází i zeleň. Čtvrť měla fungovat jako jakési „město ve městě“, kdy měla být zcela soběstačná.
Samotné panelové domy byly také výjimečné. Při stavbě obytných domů byla nově vyzkoušena technologie předepjatých panelů na rozpon 6 metrů, tedy téměř celého bytu. Tak docílili toho, že byty nemusely mít jednotný vzhled, ale obyvatelé mohli postavit příčky tak, jak to bylo pro ně nejvýhodnější. Nacházely se zde osmipodlažní domy, pětipodlažní a dvanáctipodlažní. V osmipodlažním, také zvaném sendvičovém domě, se střídala patra obsluhovaná výtahy a patra obsluhovaná schodišti. Nacházely se zde větší i menší byty, přičemž menší rozlohu bytu kompenzovaly společné prostory, klubovny a herny pro děti. Tím měl být podpořen komunitní život. Zvláštní druh ubytování poskytoval takzvaný hotelový dům – garsonky a jednopokojové až dvoupokojové byty s minimální koupelnou a kuchyňským koutem byly určeny převážně mladým a nezadaným lidem a mladým rodinám. Roku 2001 byl jedenáctipatrový hotelový dům prohlášen za kulturní památku a v letech 2008 až 2010 rekonstruován, po níž získal název Rezidence Expo.

## Umělecká výzdoba
Stejně jako u většiny staveb budovaných během komunistické totality, bylo i sídliště Invalidovna osazeno mnoha uměleckými realizacemi. Hlavní trojicí umělkyň byly Lydie Hladíková, Děvana Mírová a Marie Rychlíková. Do roku 2012 se zde nacházely také dvě betonové prolézačky z rukou Miloše Zeta a Jaroslava Vacka. Miloš Zet realizoval ještě plastiku Řekainstalovanou za hotelem Olympik. Další prolézačku nazvanou Věž navrhl Jiří Novák, ale ta zanikla ještě během normalizace.
Svými výtvory přispěla i Eleonora Haragsimová, jejíž dílo Slepička bylo zničena roku 2002 a plastika Kuřátko byla odstraněna roku 2016.
Nejmladším uměleckým dílem v areálu sídliště Invalidovna je skleněná vitráž Evy Heřmanské ve stanici metra z roku 1989.

Umělecká díla na sídlišti Invalidovna
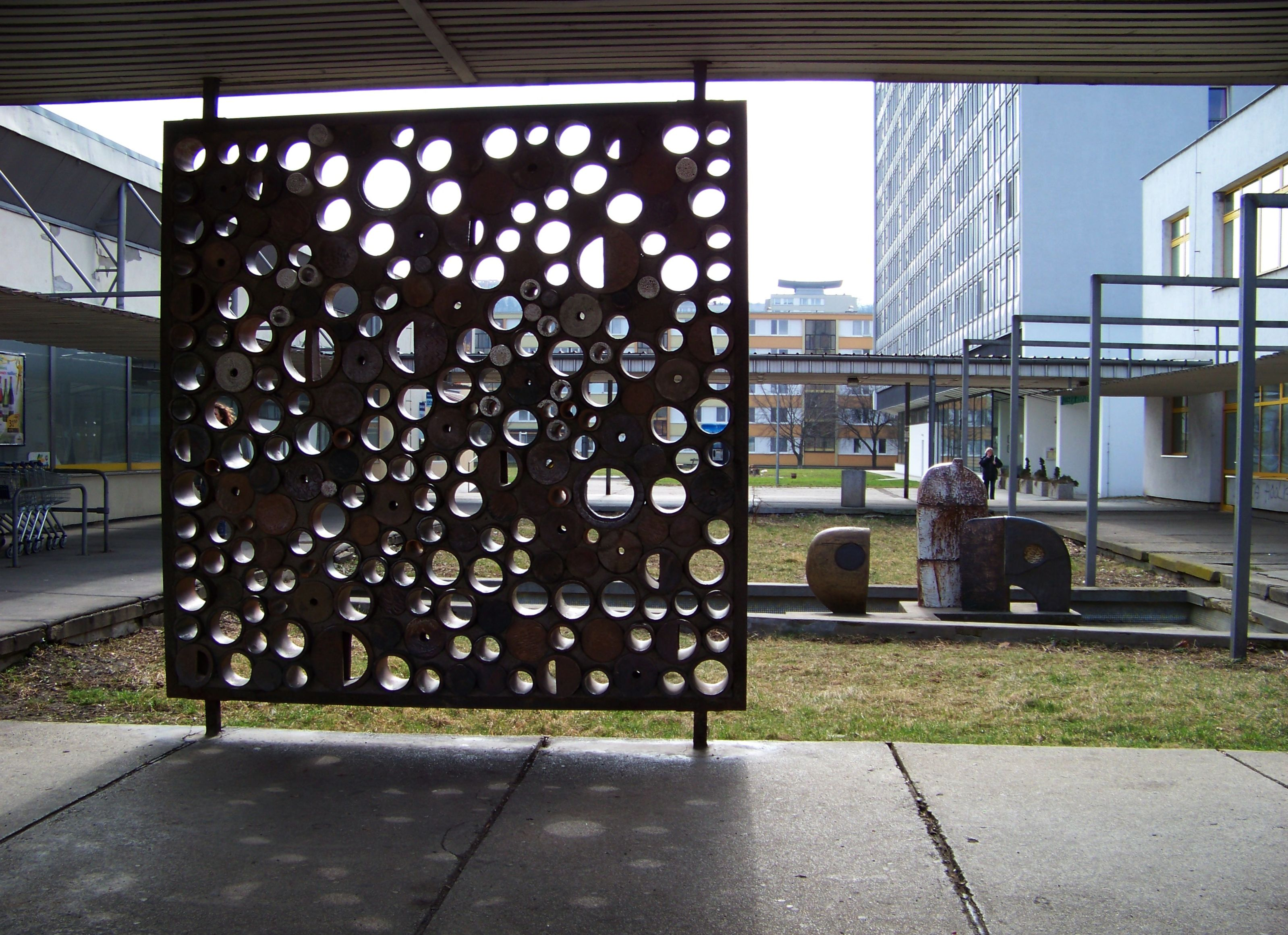
Keramická mříž od Hladíkové, Mírové a Rychlíkové, 1965
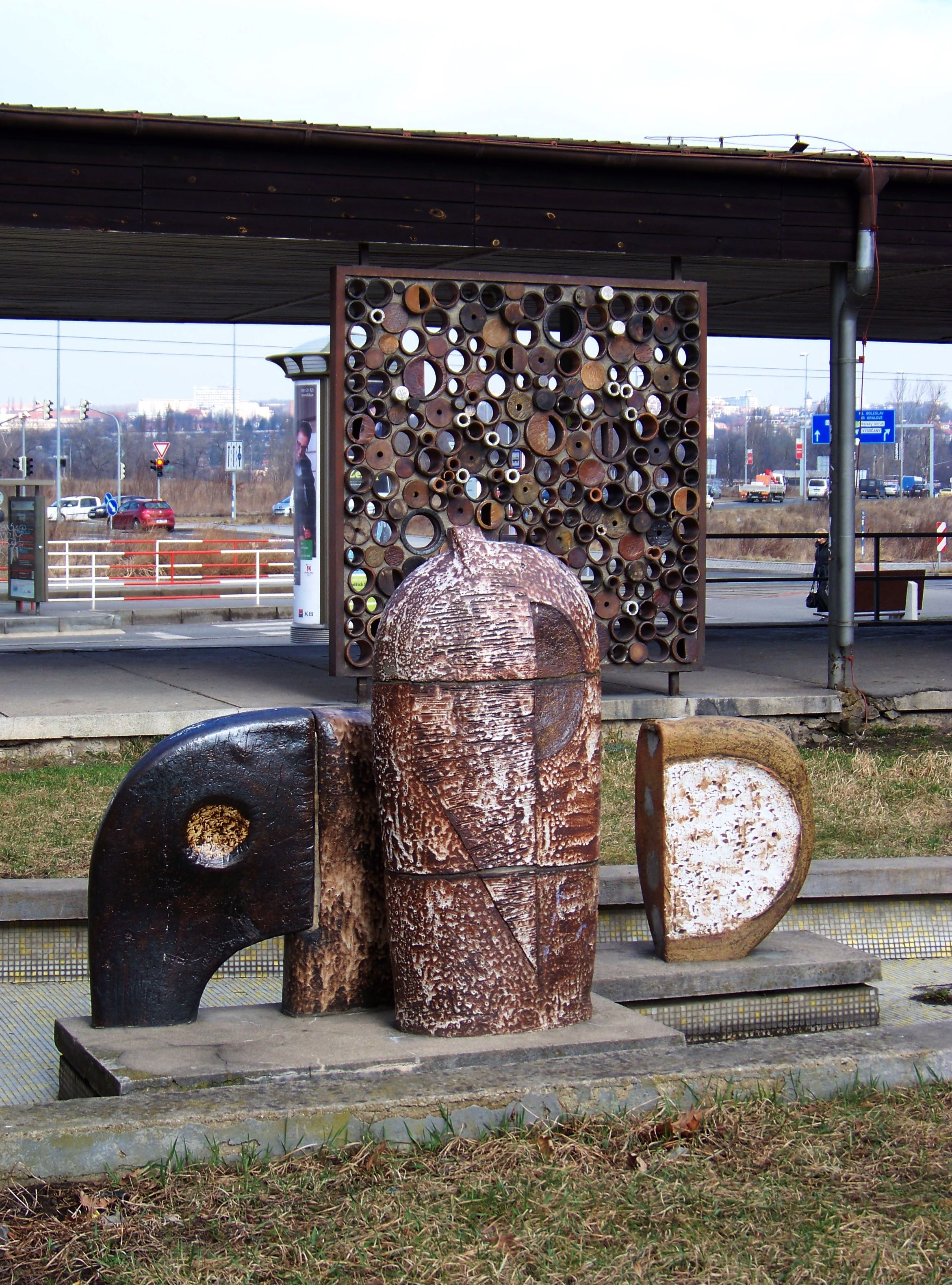
Keramické plastiky od Hladíkové, Mírové a Rychlíkové, 1965
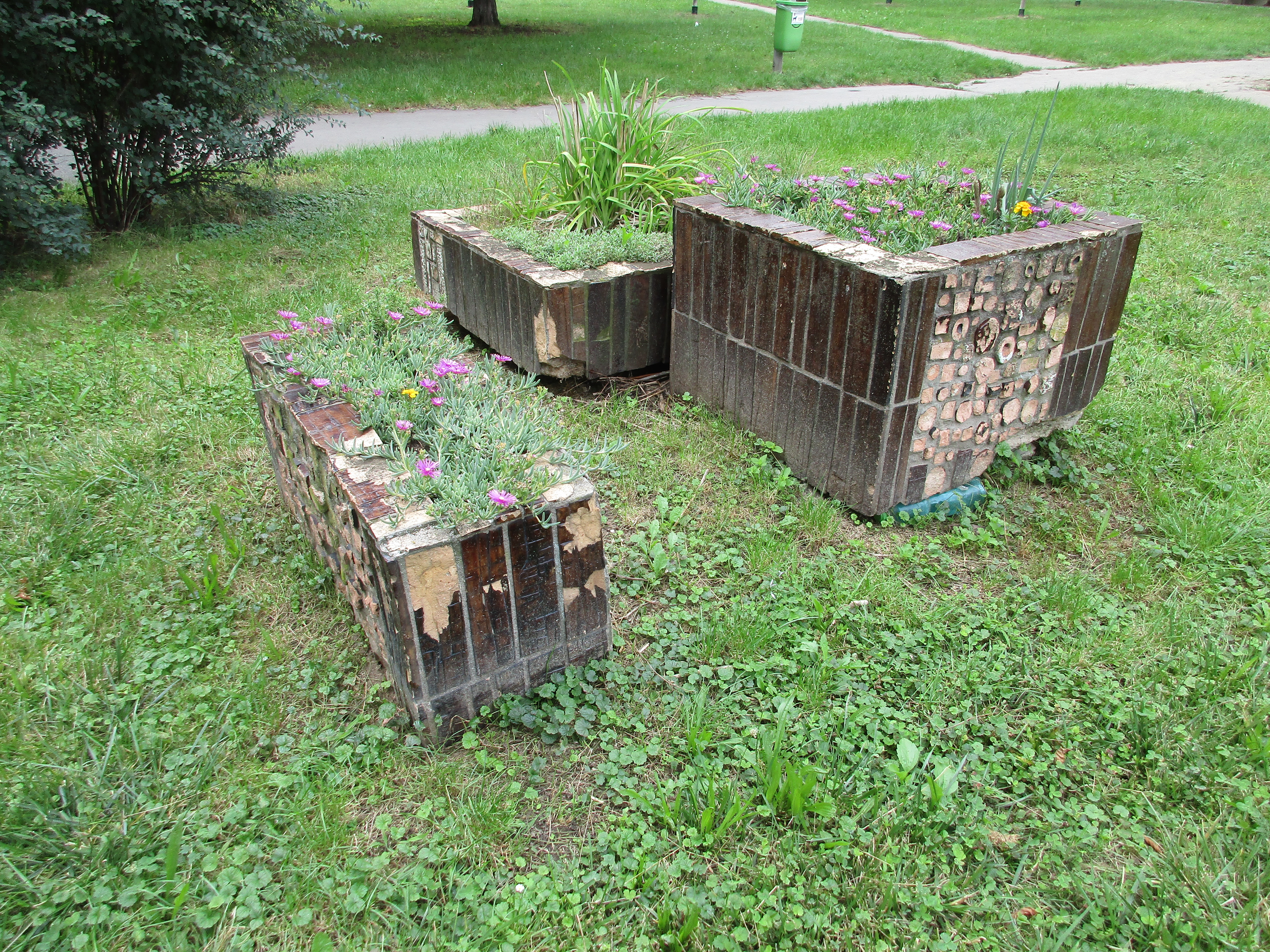
Žardiniéry (5 květináčů) od Hladíkové, Mírové a Rychlíkové, 1965
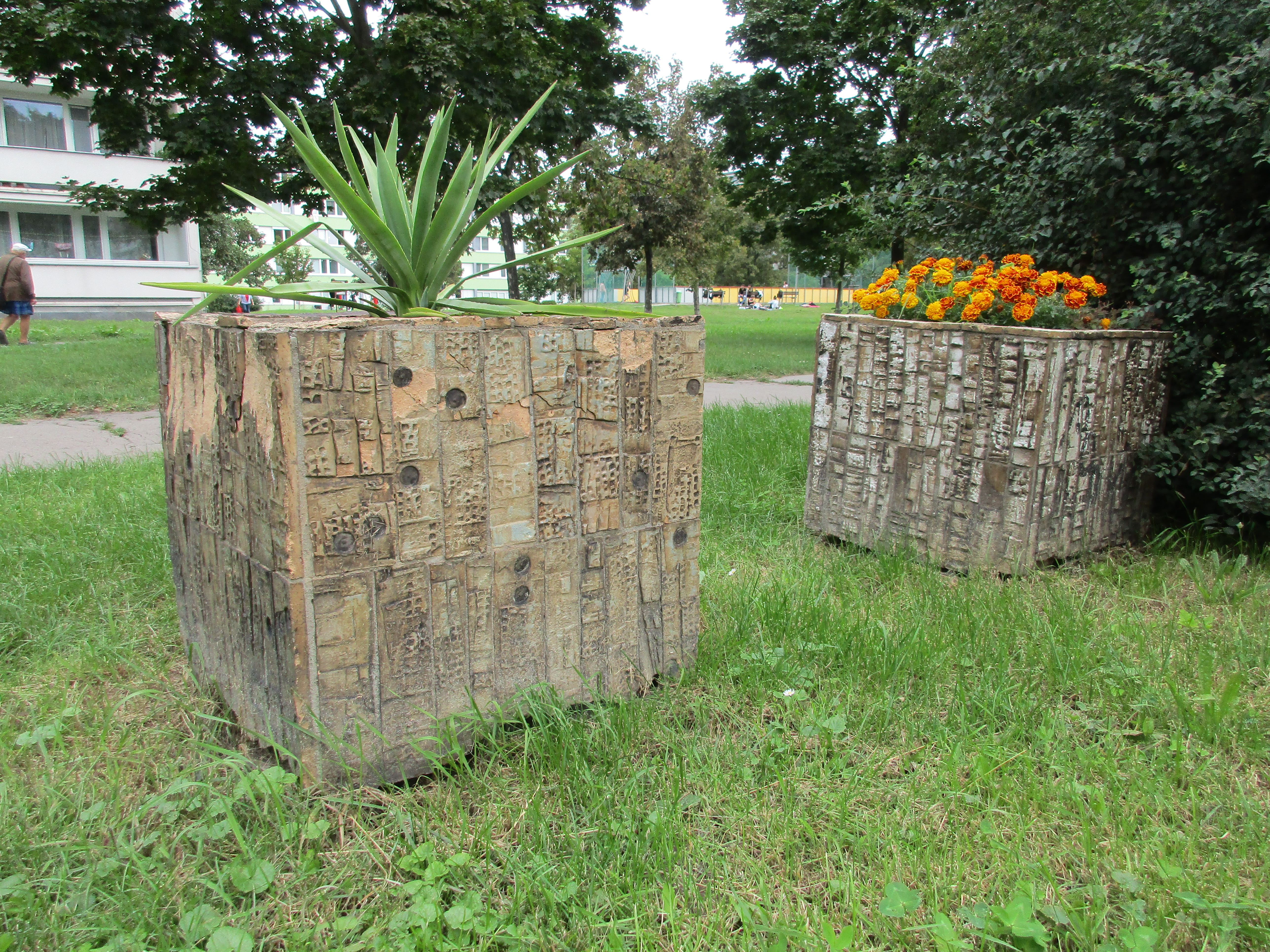
Žardiniéry (5 květináčů) od Hladíkové, Mírové a Rychlíkové, 1965
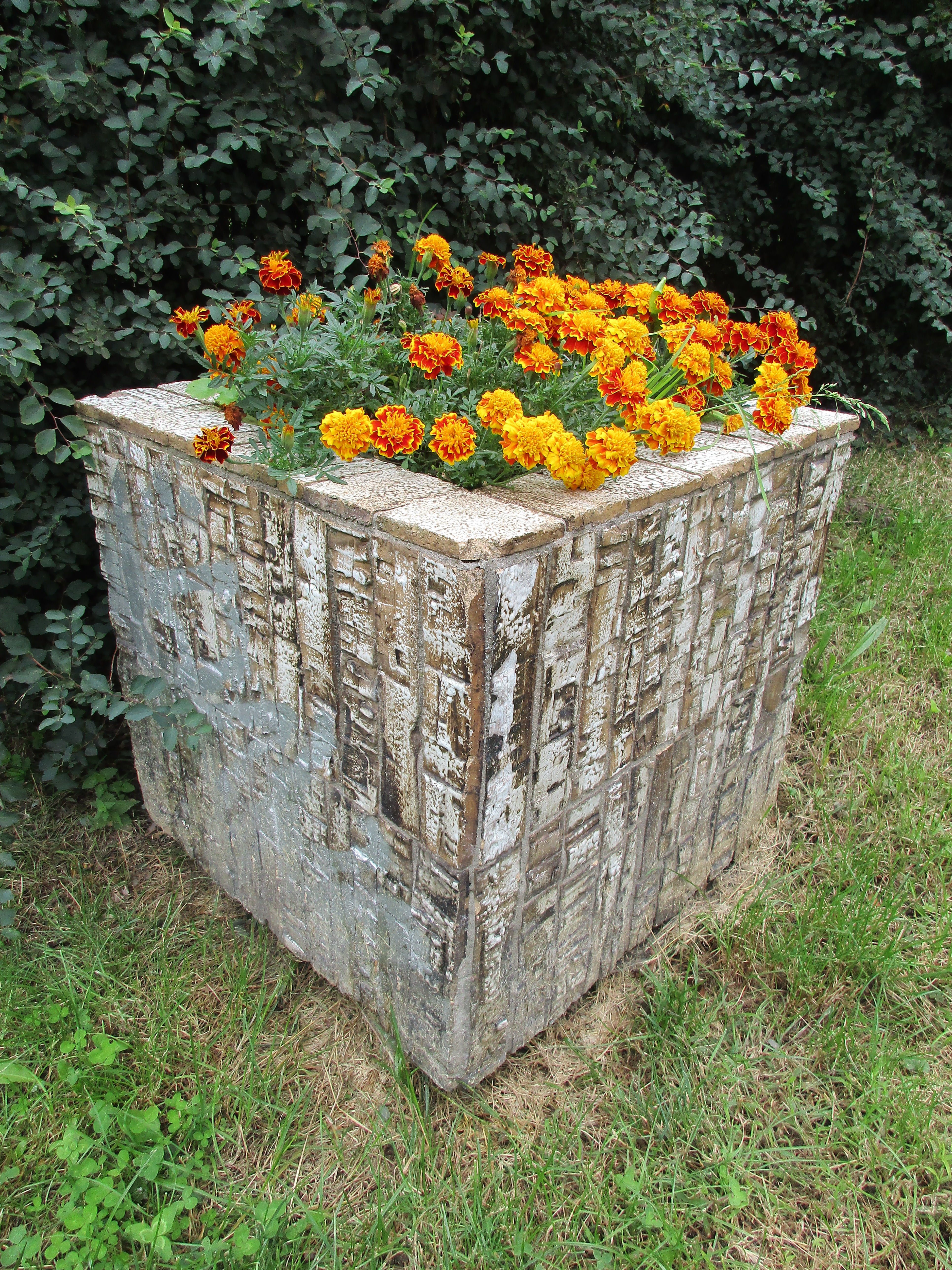
Žardiniéry (5 květináčů) od Hladíkové, Mírové a Rychlíkové, 1965
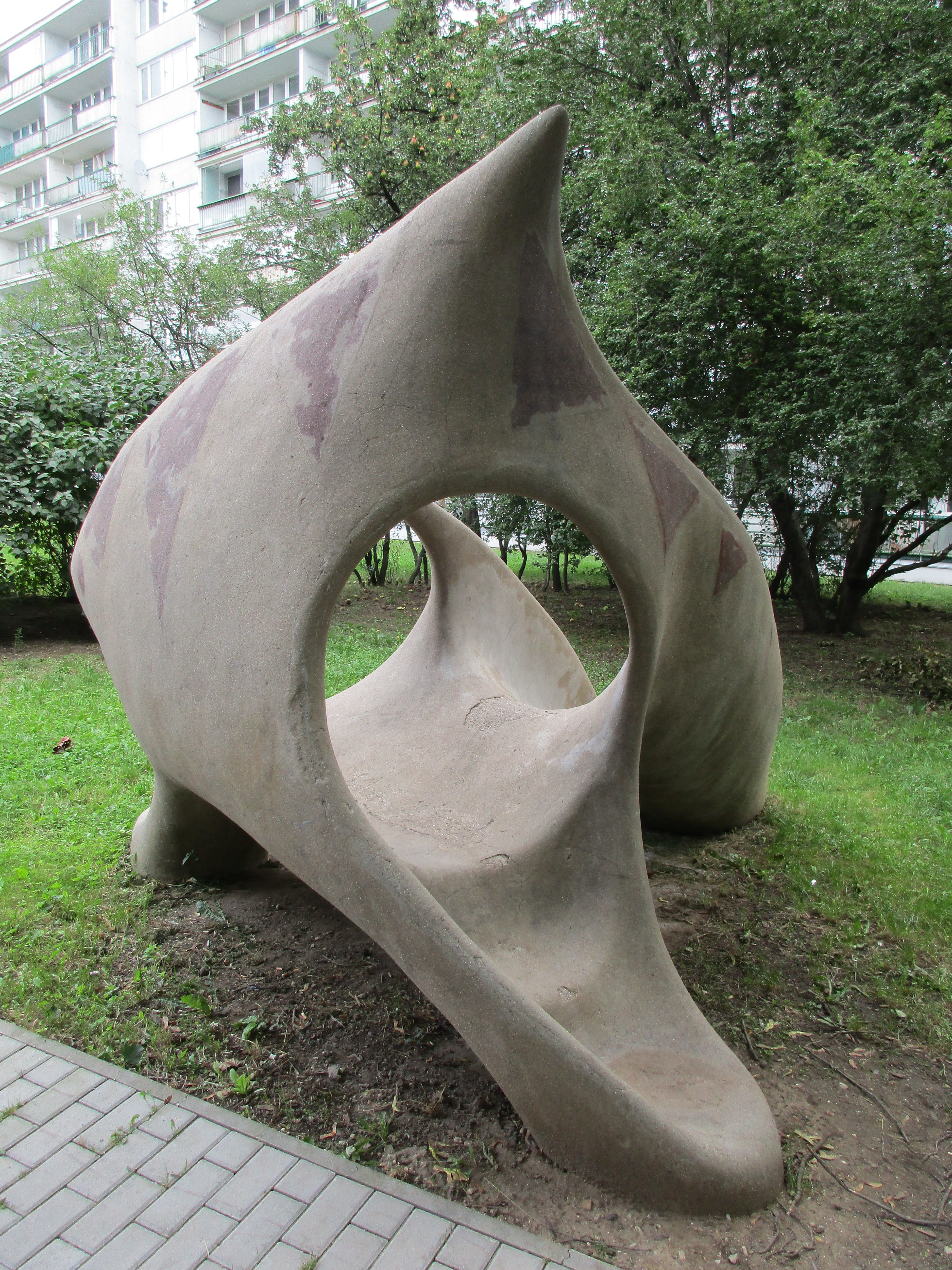
Prolézačka "Ryba" od Eleonory Haragsimové, 1965
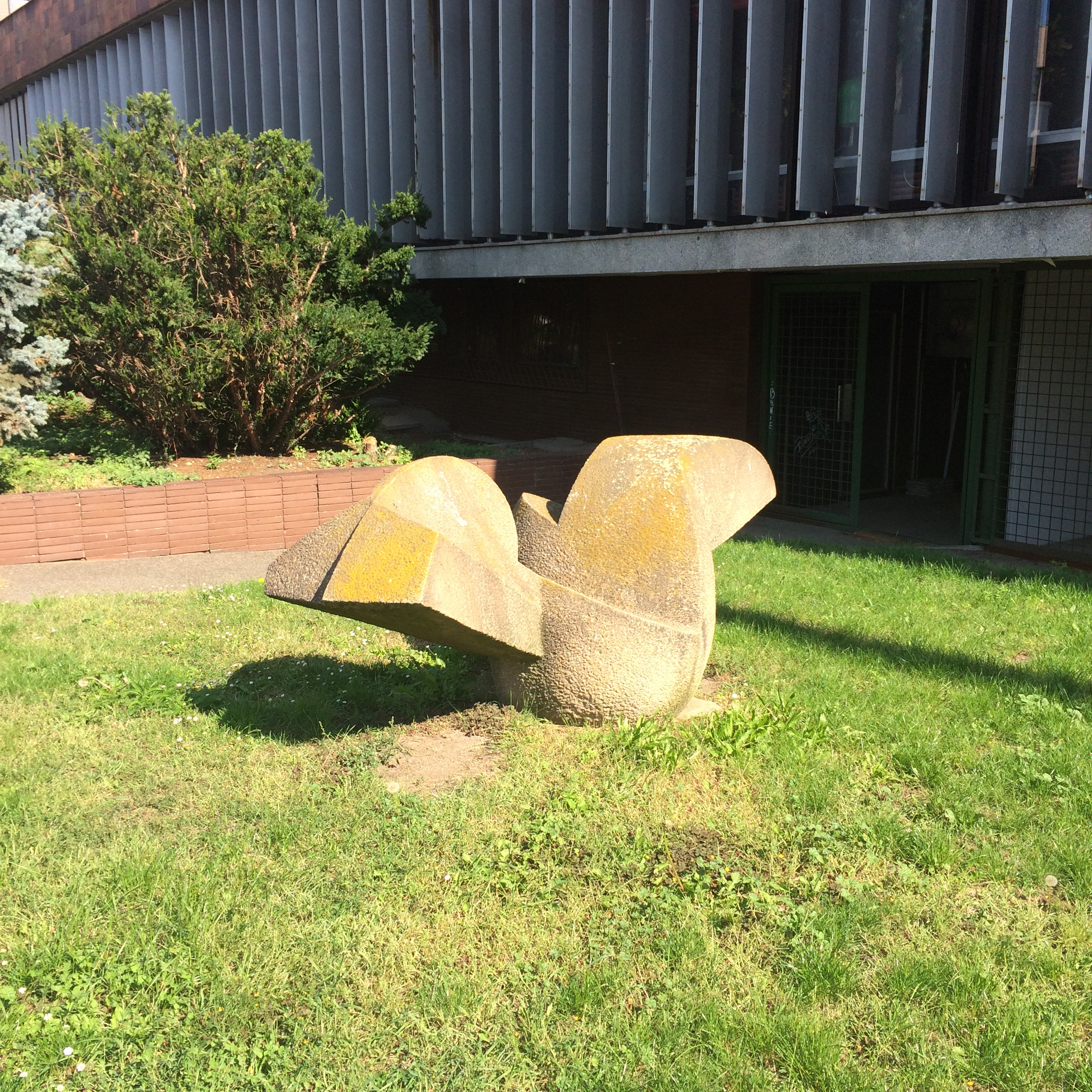
Plastika "Řeka" od Miloše Zeta, 1970
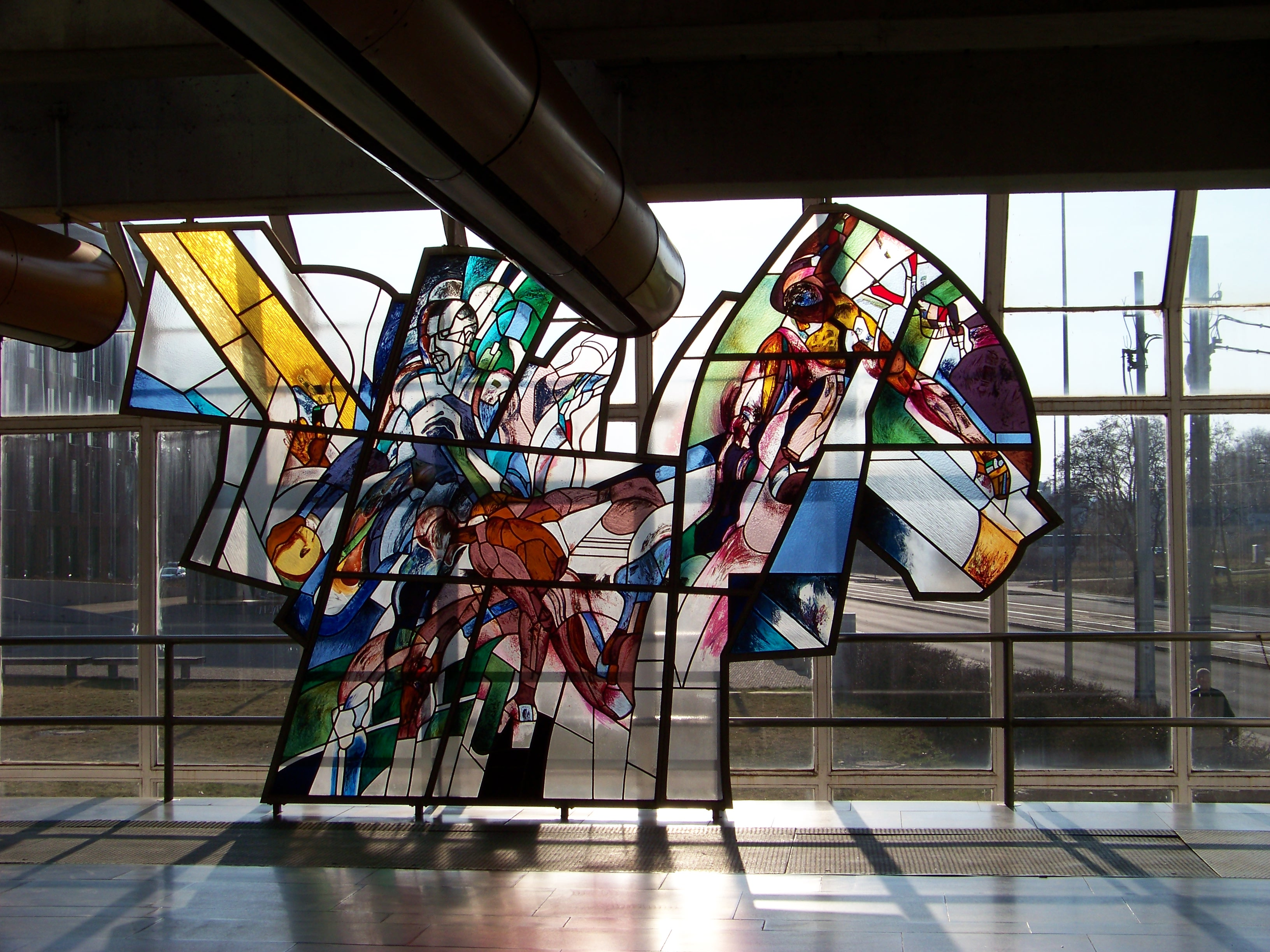
Vitráž "Sport" od Evy Heřmanské, 1989